# Holywell Row
Holywell Row – wieś w Anglii, w hrabstwie Suffolk, w dystrykcie West Suffolk. Leży 57 km na północny zachód od miasta Ipswich i 104 km na północny wschód od Londynu. W 2015 miejscowość liczyła 503 mieszkańców.